# Mari Carmen Izquierdo
María del Carmen Izquierdo Vergara (Lerma, Burgos, 22 de febrer de 1950 - Madrid, 30 de juliol del 2019) va ser una periodista espanyola, pionera del periodisme esportiu.

## Biografia
Graduada a l'Escola Oficial de Periodisme de Madrid, la seva carrera va estar estretament vinculada a la informació esportiva, i va ser en el seu moment una autèntica pionera de la presència femenina a Espanya en aquesta àrea del periodisme tradicionalment reservada als homes.
Va començar la seva activitat en el diari esportiu As i un any després ingressava en Televisió espanyola. Va ser la primera dona a informar sobre esport en la història del mitjà a Espanya, i en una primera etapa ho va fer al noticiari 24 horas (1970-1972) que dirigia Manuel Martín Ferrand a la Segunda Cadena.
Posteriorment exerciria tasques de presentació en els espais esportius Tiempo y marca i Estudio estadio, i al final dels anys setanta i principis dels vuitanta es va encarregar de la secció Esports al Telediario, el principal informatiu de la cadena.
També, va poder realitzar la cobertura de diversos esdeveniments, com Jocs Olímpics, Mundials o Europeus de futbol i altres esports.
En el món de la ràdio, el 1987 va ser designada Cap d'Esports de Radiocadena Española.
En premsa escrita, a més, va col·laborar amb els diaris Marca, Diario 16, Pueblo i Informaciones, i va ser sotsdirectora de la revista Gráfico Deportivo.
En l'última etapa de la seva carrera professional va exercir el càrrec de Directora de Producció Executiva de Programes Esportius de TVE durant gairebé deu anys i posteriorment el de directora general adjunta del Pla ADO, càrrecs que va compaginar amb la presidència de l'Associació Espanyola de la Premsa Esportiva entre 1993 i 2013.
Entre els premis rebuts, figura la Medalla de Plata al Mèrit Esportiu. Altres càrrecs d'honor que va ostentar inclouen Vocal del Consell Rector de Travesses, Patró de la Fundació de la Lliga de Futbol Professional, membre del Comitè Olímpic Espanyol, i jurat del Premi Príncep d'Astúries dels Esports.
Va morir a Madrid, com a conseqüència d'un càncer de pàncrees. Va ser incinerada el 31 de juliol de 2019 al Cementiri de l'Almudena de Madrid.